# Crotophaga
Crotophaga – rodzaj ptaków z podrodziny kleszczojadów (Crotophaginae) w rodzinie kukułkowatych (Cuculidae).

## Zasięg występowania
Rodzaj obejmuje gatunki występujące w Ameryce.

## Morfologia
Długość ciała 35–46 cm; masa ciała samców 80–222 g, samic 70–112 g.

## Systematyka

### Etymologia
Crotophaga: gr. κροτων krotōn, κροτωνος krotōnos „kleszcz”; -φαγος -phagos „jedzący”, od φαγειν phagein „jeść”.

### Podział systematyczny
Do rodzaju należą następujące gatunki:
- Crotophaga major J.F. Gmelin, 1788 – kleszczojad wielki
- Crotophaga ani Linnaeus, 1758 – kleszczojad gładkodzioby
- Crotophaga sulcirostris Swainson, 1827 – kleszczojad bruzdodzioby